# Кафедры Новосибирского государственного медицинского университета
По состоянию на май 2013 года Новосибирский государственный медицинский университет включает 9 факультетов и 78 кафедр. Занятия проводятся на 70-ти клинических базах, расположенных в крупнейших медицинских учреждениях Новосибирска.
По состоянию на февраль 2014 года структура университета состояла из 8 факультетов и 76 кафедр. Были объединены Факультет социальной работы и Факультет клинической психологии. Кафедра внутренних болезней стоматологического факультета (заведующая — Мария Александровна Перекальская) и кафедра хирургических болезней педиатрического факультета (заведующий — Борис Семенович Добряков) были упразднены.
По состоянию на август 2014 года университет при тех же 8 факультетах включает уже 77 кафедр, так как была создана кафедра общей, клинической фармакологии и доказательной медицины фармакологического факультета.
| №  | Кафедра                                                                                 | Факультет                                                                 | Год образования | Заведующий                         |
| -- | --------------------------------------------------------------------------------------- | ------------------------------------------------------------------------- | --------------- | ---------------------------------- |
| 1  | Кафедра акушерства и гинекологии                                                        | Педиатрический факультет                                                  | 1968            | Маринкин, Игорь Олегович           |
| 2  | Кафедра анатомии человека                                                               | Педиатрический факультет                                                  | 1936            | Машак, Александр Николаевич        |
| 3  | Кафедра анестезиологии и реаниматологии                                                 | Лечебный факультет                                                        | 1969            | Кохно, Владимир Николаевич         |
| 4  | Кафедра анестезиологии и реаниматологии                                                 | Факультет повышения квалификации и профессиональной переподготовки врачей | 1987            | Верещагин, Евгений Иванович        |
| 5  | Кафедра внутренних болезней                                                             | Лечебный факультет                                                        | 1937            | Тов, Никита Львович                |
| 6  | Кафедра гигиены и экологии                                                              | Медико-профилактический факультет                                         | 1935            | Никифорова, Наталья Германовна     |
| 7  | Кафедра гистологии, эмбриологии и цитологии                                             | Педиатрический факультет                                                  | 1937            | Склянов, Юрий Иванович             |
| 8  | Кафедра госпитальной и детской хирургии                                                 | Лечебный факультет                                                        | 1937            | Чикинев, Юрий Владимирович         |
| 9  | Кафедра госпитальной педиатрии                                                          | Педиатрический факультет                                                  | 1969            | Казначеева, Лариса Федоровна       |
| 10 | Кафедра госпитальной терапии и клинической фармакологии                                 | Лечебный факультет                                                        | 1937            | Демин, Александр Аристархович      |
| 11 | Кафедра госпитальной терапии и медицинской реабилитации                                 | Педиатрический факультет                                                  | 1969            | Шпагина, Любовь Анатольевна        |
| 12 | Кафедра госпитальной хирургической стоматологии и челюстно-лицевой хирургии             | Стоматологический факультет                                               | 2010            | Кожевников, Александр Михайлович   |
| 13 | Кафедра дерматовенерологии и косметологии                                               | Лечебный факультет                                                        | 1935            | Немчанинова, Ольга Борисовна       |
| 14 | Кафедра инфекционных болезней                                                           | Педиатрический факультет                                                  | 1935            | Краснова, Елена Игоревна           |
| 15 | Кафедра клинической иммунологии                                                         | Лечебный факультет                                                        | 1996            | Козлов, Владимир Александрович     |
| 16 | Кафедра клинической лабораторной диагностики                                            | Медико-профилактический факультет                                         |                 | Пикалов, Илья Викторович           |
| 17 | Кафедра клинической неврологии и алгологии                                              | Факультет повышения квалификации и профессиональной переподготовки врачей | 1998            | Пилипенко, Павел Иванович          |
| 18 | Кафедра клинической психологии                                                          | Факультет клинической психологии                                          | 2001            | Ласовская, Татьяна Юрьевна         |
| 19 | Кафедра лингвистики и межкультурной коммуникации                                        | Факультет социальной работы                                               | 1945            | Извекова, Татьяна Федоровна        |
| 20 | Кафедра лучевой диагностики                                                             | Стоматологический факультет                                               | 1954            | Дергилев, Александр Петрович       |
| 21 | Кафедра математики                                                                      | Медико-профилактический факультет                                         | 2008            | Постникова, Ольга Алексеевна       |
| 22 | Кафедра медико-профилактической постдипломной подготовки                                | Факультет повышения квалификации и профессиональной переподготовки врачей |                 | Михеев, Валерий Николаевич         |
| 23 | Кафедра медицинского права                                                              | Факультет повышения квалификации и профессиональной переподготовки врачей |                 | Канунникова, Людмила Владимировна  |
| 24 | Кафедра медицинской генетики и биологии                                                 | Медико-профилактический факультет                                         |                 | Максимова, Юлия Владимировна       |
| 25 | Кафедра медицинской химии                                                               | Педиатрический факультет                                                  | 1935            | Суменкова, Дина Валерьевна         |
| 26 | Кафедра микробиологии, вирусологии и иммунологии                                        | Лечебный факультет                                                        | 1935            | Евстропов, Александр Николаевич    |
| 27 | Кафедра мобилизационной подготовки здравоохранения и медицины катастроф                 | Медико-профилактический факультет                                         | 1938            | Машков, Сергей Викторович          |
| 28 | Кафедра неврологии                                                                      | Лечебный факультет                                                        | 1937            | Доронин, Борис Матвеевич           |
| 29 | Кафедра нейрохирургии                                                                   | Лечебный факультет                                                        | 2006            | Кривошапкин, Алексей Леонидович    |
| 30 | Кафедра неотложной терапии с эндокринологией и профпатологией                           | Факультет повышения квалификации и профессиональной переподготовки врачей |                 | Потеряева, Елена Леонидовна        |
| 31 | Кафедра нормальной физиологии и основ безопасности жизнедеятельности                    | Лечебный факультет                                                        | 1937            | Ставский Евгений Александрович     |
| 32 | Кафедра общей хирургии                                                                  | Стоматологический факультет                                               | 1935            | Штофин, Сергей Григорьевич         |
| 33 | Кафедра общей, клинической фармакологии и доказательной медицины                        | Фармакологический факультет                                               | 2014            |                                    |
| 34 | Кафедра общественного здоровья и здравоохранения                                        | Факультет менеджмента                                                     | 1935            | Калиниченко, Александр Викторович  |
| 35 | Кафедра онкологии                                                                       | Лечебный факультет                                                        | 1997            | Наров, Юрий Эммануилович           |
| 36 | Кафедра оперативной хирургии и топографической анатомии                                 | Лечебный факультет                                                        | 1935            | Волков, Аркадий Васильевич         |
| 37 | Кафедра организации здравоохранения и общественного здоровья                            | Факультет повышения квалификации и профессиональной переподготовки врачей | 1995            | Садовой, Михаил Анатольевич        |
| 38 | Кафедра ортопедической стоматологии                                                     | Стоматологический факультет                                               | 1980            | Иванова, Нина Александровна        |
| 39 | Кафедра оториноларингологии                                                             | Стоматологический факультет                                               | 1938            | Киселев, Алексей Борисович         |
| 40 | Кафедра офтальмологии                                                                   | Педиатрический факультет                                                  | 1937            | Лантух, Владимир Васильевич        |
| 41 | Кафедра патологической анатомии                                                         | Лечебный факультет                                                        | 1935            | Шкурупий, Вячеслав Алексеевич      |
| 42 | Кафедра патологической физиологии и клинической патофизиологии                          | Лечебный факультет                                                        | 1936            | Ефремов, Анатолий Васильевич       |
| 43 | Кафедра педагогики и психологии                                                         | факультета менеджмента                                                    | 1970            | Безродная, Галина Валентиновна     |
| 44 | Кафедра педиатрии                                                                       | Лечебный факультет                                                        | 1935            | Соболева, Мария Константиновна     |
| 45 | Кафедра педиатрии                                                                       | Факультет повышения квалификации и профессиональной переподготовки врачей |                 | Кондюрина, Елена Геннадьевна       |
| 46 | Кафедра поликлинической педиатрии                                                       | Педиатрический факультет                                                  | 2005            | Елкина, Татьяна Николаевна         |
| 47 | Кафедра поликлинической терапии и общей врачебной практики (семейной медицины)          | Лечебный факультет                                                        | 1990            | Попова, Анна Александровна         |
| 48 | Кафедра пропедевтики внутренних болезней                                                | Лечебный факультет                                                        | 1935            | Осипенко, Марина Федоровна         |
| 49 | Кафедра пропедевтики детских болезней                                                   | Педиатрический факультет                                                  | 1968            | Карцева, Татьяна Валерьевна        |
| 50 | Кафедра психиатрии, наркологии и психотерапии                                           | Факультет клинической психологии                                          | 1958            | Овчинников, Анатолий Александрович |
| 51 | Кафедра сердечно-сосудистой хирургии                                                    | Факультет повышения квалификации и профессиональной переподготовки врачей | 1997            | Караськов, Александр Михайлович    |
| 52 | Кафедра сестринского дела                                                               | Факультет менеджмента                                                     | 1999            | Ким, Юрий Олегович                 |
| 53 | Кафедра социально — исторических наук                                                   | Факультет социальной работы                                               | 1939            | Николаева, Ирина Ивановна          |
| 54 | Кафедра стоматологии детского возраста                                                  | Стоматологический факультет                                               | 1983            | Железный, Павел Александрович      |
| 55 | Кафедра судебной медицины                                                               | Лечебный факультет                                                        | 1937            | Новоселов, Владимир Павлович       |
| 56 | Кафедра теории и технологии социальной работы                                           | Факультет социальной работы                                               | 2004            | Гуляевская, Наталья Вениаминовна   |
| 57 | Кафедра терапевтической стоматологии                                                    | Стоматологический факультет                                               | 1979            | Петрова, Татьяна Геннадьевна       |
| 58 | Кафедра терапии, гематологии и трансфузиологии                                          | Факультет повышения квалификации и профессиональной переподготовки врачей | 1967            | Поспелова, Татьяна Ивановна        |
| 59 | Кафедра травматологии и ортопедии                                                       | Лечебный факультет                                                        | 1966            | Прохоренко, Валерий Михайлович     |
| 60 | Кафедра туберкулеза                                                                     | Факультет повышения квалификации и профессиональной переподготовки врачей | 1981            | Краснов, Владимир Александрович    |
| 61 | Кафедра управления и экономики фармации, медицинского и фармацевтического товароведения | Фармацевтический факультет                                                | 2003            | Джупарова, Ирина Алексеевна        |
| 62 | Кафедра урологии                                                                        | Лечебный факультет                                                        | 1972            | Еркович, Андрей Анатольевич        |
| 63 | Кафедра факультетской педиатрии и неонатологии                                          | Педиатрический факультет                                                  | 1969            | Белоусова, Тамара Владимировна     |
| 64 | Кафедра факультетской терапии                                                           | Лечебный факультет                                                        | 1935            | Куимов, Андрей Дмитриевич          |
| 65 | Кафедра факультетской хирургии                                                          | Лечебный факультет                                                        | 1936            | Атаманов, Константин Викторович    |
| 66 | Кафедра факультетской хирургической стоматологии и стоматологической имплантации        | Стоматологический факультет                                               | 2010            | Брега, Ирина Николаевна            |
| 67 | Кафедра фармакогнозии и ботаники                                                        | Фармацевтический факультет                                                | 2001            | Ханина, Миниса Абдуллаевна         |
| 68 | Кафедра фармакологии                                                                    | Фармацевтический факультет                                                | 1935            | Грек, Олег Рувимович               |
| 69 | Кафедра фармацевтической технологии и биотехнологии                                     | Фармацевтический факультет                                                | 2004            | Карабинцева, Наталия Олеговна      |
| 70 | Кафедра фармацевтической химии                                                          | Фармацевтический факультет                                                | 2002            | Ивановская, Елена Алексеевна       |
| 71 | Кафедра физического воспитания                                                          | Факультет клинической психологии                                          | 1945            | Патрушев, Александр Николаевич     |
| 72 | Кафедра философии                                                                       | Факультет социальной работы                                               | 1969            | Барбашина, Эвелина Владимировна    |
| 73 | Кафедра фтизиопульмонологии                                                             | Лечебный факультет                                                        | 1967            | Поддубная, Людмила Владимировна    |
| 74 | Кафедра хирургии                                                                        | Факультет повышения квалификации и профессиональной переподготовки врачей |                 | Анищенко, Владимир Владимирович    |
| 75 | Кафедра экономики и управления в здравоохранении                                        | Факультет менеджмента                                                     | 2003            | Аверьянова, Татьяна Анатольевна    |
| 76 | Кафедра эндокринологии                                                                  | Лечебный факультет                                                        | 2000            | Бондарь, Ирина Аркадьевна          |
| 77 | Кафедра эпидемиологии и профилактики неинфекционных заболеваний                         | Факультет повышения квалификации и профессиональной переподготовки врачей |                 | Симонова, Галина Ильинична         |